# Hachura
A trama ou hachura é uma técnica artística utilizada para criar efeitos de tons ou sombras a partir do desenho de linhas paralelas próximas.O conceito principal é o de que a quantidade, a espessura e o espaçamento entre as linhas irão afetar o sombreamento da imagem como um todo e enfatizar as formas, criando ilusão de volume, diferenças na textura e na cor. As linhas tracejadas devem sempre seguir o formato do objeto desenhado.
Quando utilizadas para representar cores, as linhas tipicamente seguem um mesmo padrão para representar tons particulares. Por exemplo, o vermelho pode ser feito com linhas leves e mais distantes, enquanto o verde poderia ser feito por duas camadas de linhas densas e perpendiculares, resultando numa imagem realista.
Além do desenho artístico, também o desenho técnico (arquitetônico, industrial, etc.) usa tracejados e hachuras para preencher as secções num desenho em corte.
Na arte ocidental, os tracejados surgiram na Idade Média. Pioneiros desta técnica foram, entre outros, Martin Schongauer, Erhard Reuwich e Michel Wolgemut. Artistas utilizam esta técnica variando o comprimento, os ângulos, a distância e outras qualidades das linhas.

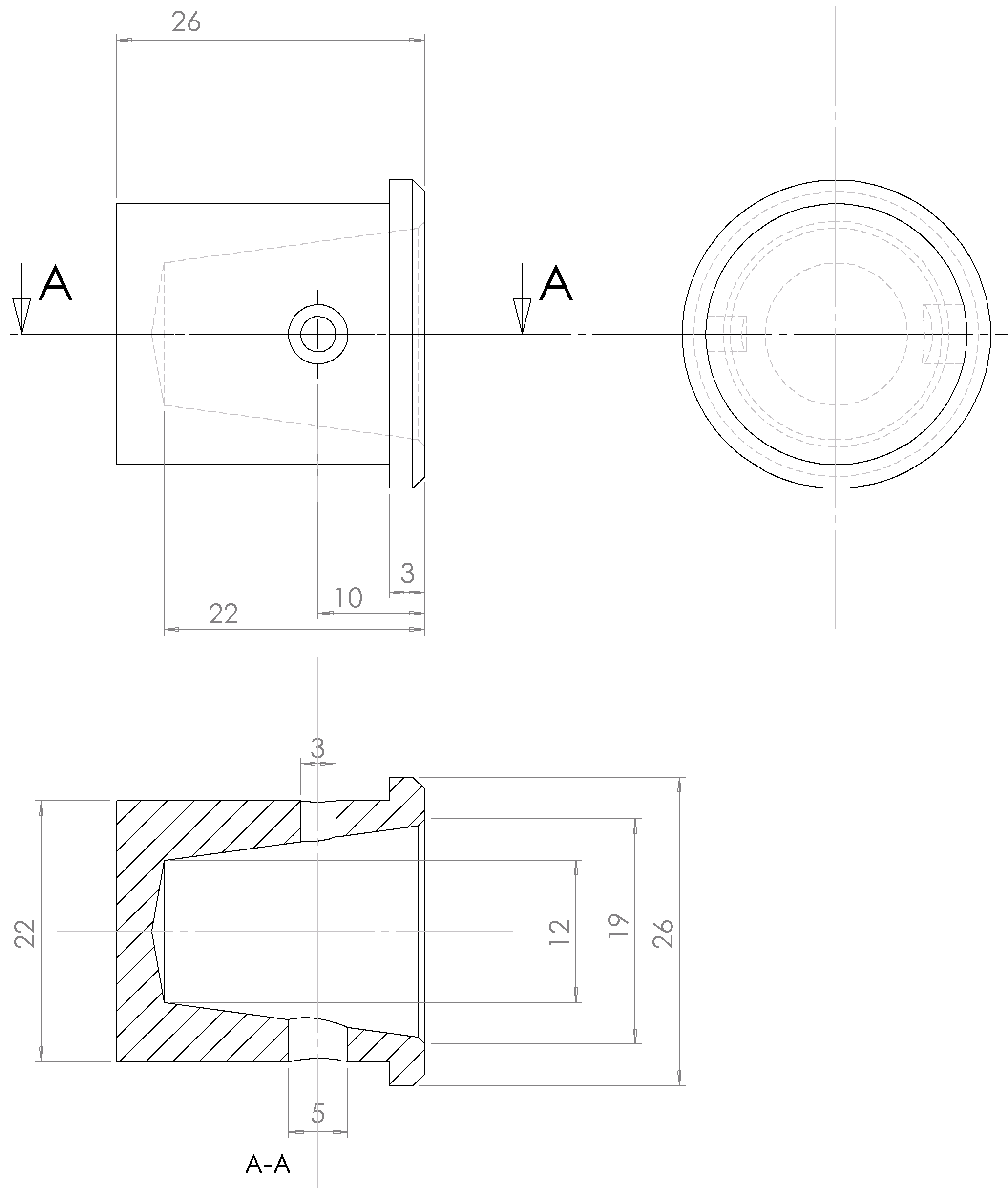
Desenho de uma peça mecânica. Embaixo, a aplicação de uma hachura preenchendo a seção.

## Tracejado
Um tracejado é um conjunto de traços a preencher uma área. Não deve ser confundido com traço interrompido, que é uma linha constituída por uma sequência de traços curtos e espaços, usada, entre outros fins, para representar partes não visíveis num desenho.
No código de estrada, o tracejado indica uma área da faixa de rodagem onde é permitida a ultrapassagem.